# Robert Schuman
Robert Schuman (ur. 29 czerwca 1886 w Luksemburgu, zm. 4 września 1963 w Scy-Chazelles) – francuski polityk, mąż stanu, dwukrotny premier Francji, reformatorski minister finansów oraz minister spraw zagranicznych, będący jedną z kluczowych postaci w kształtowaniu powojennej Europy i stosunków transatlantyckich, uznawany za jednego z ojców Unii Europejskiej, Rady Europy i NATO. Czcigodny Sługa Boży Kościoła katolickiego.

## Życiorys
Schuman urodził się w Luksemburgu, jednak jego rodzice pochodzili z Lotaryngii, dokąd wrócili wkrótce po narodzinach dziecka. Lotaryngia należała wówczas do Niemiec i Schuman studiował na niemieckich uczelniach: w Bonn, Monachium, Berlinie, a studia ukończył ostatecznie w Strasburgu. Gdy po I wojnie światowej Lotaryngię przywrócono Francji, Schuman aktywnie włączył się do francuskiego życia politycznego. W roku 1919 po raz pierwszy zdobył mandat deputowanego do Zgromadzenia Narodowego (fr. Assemblee Nationale). Pracował jako parlamentarzysta do roku 1940, kiedy Rząd Vichy umieścił go w areszcie domowym. Rok później Schuman uciekł z aresztu i przyłączył się do ruchu oporu.
Walka z nazizmem dała mu duży autorytet, na tle innych polityków oskarżanych o kolaborację z Niemcami. Z ramienia Ludowego Ruchu Republikańskiego w okresie od 24 listopada 1947 do 26 lipca 1948 pełnił funkcję premiera Francji. Na krótko objął ten urząd ponownie 5 września 1948 na tydzień, ale jego zwolennikom nie udało się uzyskać stabilnej większości w parlamencie. W latach 1948–1953 pełnił funkcję ministra spraw zagranicznych Francji.
W maju 1950 roku Schuman, we współpracy z Jeanem Monnetem i kanclerzem Niemiec Konradem Adenauerem doprowadził do porozumienia między Francją a Niemcami w sprawie wspólnego zarządzania przemysłami stalowym i węglowym na terenie Zagłębia Ruhry. W ten sposób powstała Europejska Wspólnota Węgla i Stali, której następcą stała się Wspólnota Europejska, a od 1993 r. dzisiejsza Unia Europejska. Deklarację Schumana ogłoszono 9 maja 1950 roku – dla upamiętnienia tego dnia 9 maja obchodzony jest jako Dzień Europy.
W latach 1958–1960 Robert Schuman był przewodniczącym Parlamentu Europejskiego.
Zmarł 4 września 1963 roku w swoim wiejskim domu w Scy-Chazelles 5 km od Metz. Początkowo został pochowany na miejscowym cmentarzu; potem jego prochy przeniesiono do kościoła Saint Quentin, stojącego naprzeciw jego domu.

## Dziedzictwo
Dzielnica Schumana w Brukseli została nazwana na jego cześć (w tym stacja metra i kolei, tunel oraz jeden z głównych placów/rond w Brukseli, wokół którego znajdują się instytucje europejskie).
W Dniu Europy, 9 maja, w Warszawie od 1999 roku organizowana jest Parada Schumana.
Patron m.in. Gimnazjum nr 1 z Oddziałami Dwujęzycznymi w Warszawie, Gimnazjum nr 142 z Oddziałami Dwujęzycznymi w Warszawie, Niepublicznej Szkoły Podstawowej nr 47 Fundacji Primus w Warszawie, Niepublicznego Liceum Ogólnokształcącego Fundacji Primus w Warszawie oraz największej auli UKSW znajdującej się w budynku 21 Auditorium Maximum.
Kościół katolicki rozpoczął 14 maja 2004 proces beatyfikacyjny Roberta Schumana. 19 czerwca 2021 papież Franciszek podpisał dekret o heroiczność cnót i odtąd przysługuje mu tytuł Czcigodnego Sługi Bożego.
Jean Rey, znany polityk belgijski, przewodniczący Komisji Europejskiej w kadencji 1967–1970, powiedział podczas jednego ze swoich publicznych wystąpień: „Przyjdzie dzień, kiedy zbudujemy Stany Zjednoczone Europy, że pójdziemy pochylić się nad grobem Schumana i zwiedzić jego dom w Scy-Chazelles, tak jak Amerykanie idą zwiedzać dom Jerzego Waszyngtona w Mount Vernon”.